# Melicytus ramiflorus
Melicytus ramiflorus (Maori: Māhoe, englisch: Whitey-Wood) ist eine Pflanzenart aus der Familie der Veilchengewächse (Violaceae).
In früheren Studien ermittelte man vier Unterarten von Melicytus ramiflorus: subsp. ramiflorus in Neuseeland, subsp. oblongifolius auf Norfolk Island, subsp. fastigiata auf Fidschi und subsp. samoensis auf Samoa und Tonga. Neuere Studien, vor allem durch Art Whistler legen nahe, dass alle Unterarten als eigene Arten angesehen werden sollten.

## Beschreibung

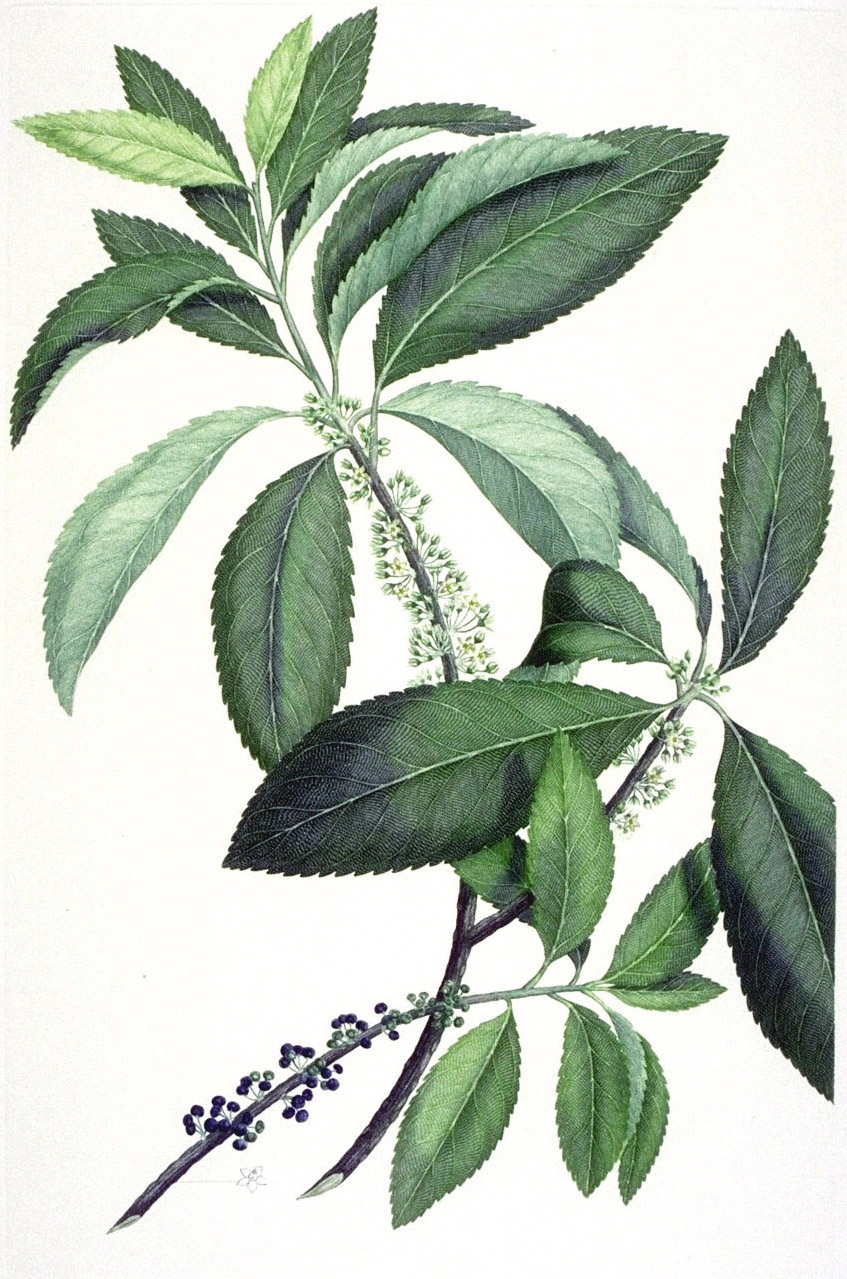
Botanische Illustration von Gerald Sibelius

Melicytus ramiflorus wächst als ein Baum, der Wuchshöhen von bis zu 10 Metern und Stammdurchmesser von bis zu 60 Zentimetern erreicht. Er besitzt eine weißliche Rinde und brüchige Zweige.
Die dunkelgrünen, gegenständigen Zweige sind 5 bis 15 Zentimeter lang und 3 bis 5 Zentimeter breit. Ihre Ränder sind fein gesägt, dies ist bei jüngeren Pflanzen jedoch weniger ausgeprägt.
Die Blütezeit reicht vom späten Frühjahr und bis in den Sommer. Melicytus ramiflorus ist zweihäusig getrenntgeschlechtig (diözisch). Die erscheinen in bündeligen Blütenständen direkt aus den Zweigen. Die bei einem Durchmesser von 3 bis 4 Millimeter kleinen Blüten duften stark und sind gelblich.
Die reif leuchtend violetten Beeren sind einem Durchmesser von 3 bis 4 Millimeter mehr oder weniger kugelig.
Die Beeren erscheinen im Spätsommer und Herbst. Die Beeren werden von verschiedenen heimischen Vogelarten gefressen, darunter Kererū und Tui. Geckos der Gattung Naultinus wurden dabei beobachtet, dass sie ihre Insektenkost mit dem Beeren ergänzt haben.

## Vorkommen
Māhoe ist in Neuseeland in niedrig gelegenen Wäldern verbreitet und oft auf Flächen zu finden, auf denen sich der Wald regeneriert, so auch im Zelandia-Naturschutzgebiet in Wellington.